# 傑克·赫斯基思
傑克·亚历山大·赫斯基思（英語：Jake Alexander Hesketh；1996年3月27日—）是英格蘭男子足球運動員，在場上的位置是中場。

## 球會生涯

### 南安普顿
赫斯基思在兒童時期便在南安普顿學習踢球，並在2014年與球會簽下三年職業合同。他首場職業聯賽是2014年12月8日對曼聯的賽事，在70分鐘入替杜尚·塔迪奇，最終球隊以2-1落敗。五天後對伯恩利的比賽，他首次在英超先發上場，球隊以1-0落敗。他在整個2015/16球季並沒有在一隊上場。2016年新教練克劳德·皮埃尔上任，赫斯基思在2016年9月22日英格蘭聯賽盃以2-0擊敗水晶宫的比賽上場，一星期後亦參加欧足联欧洲联赛對比亞斯華夏普爾的比賽，但他在10月受傷使他之餘下球季沒有上場。2016年12月，赫斯基思與球會簽下四年半新合約。皮埃尔被辭退後，赫斯基思在17/18球季沒有上場紀錄。
2018年8月30日，赫斯基思被外借到伯顿阿尔比恩至2019年1月2日。10月23日對朴茨茅斯的比賽，他打進首顆聯賽進球，使球隊以2-2戰平。效力伯顿阿尔比恩期間共上場23次及打進3球。2019年1月31日，赫斯基思被外借到英格蘭足球乙級聯賽球會米尔顿凯恩斯至季末，並在2月2日以3-1輸給埃克塞特城的比賽首次上場，2月9日以3-2輸給斯温登的比賽中取得進球。這次外借共上場16次及打進2球。2019年9月2日，赫斯基思被外借到英格蘭足球甲級聯賽球會林肯城，期間上場24次打進1球。2020年10月16日，他再度被外借，這次是英乙球會克劳利镇，並在10月20日以2-1不敵埃克塞特城的比賽首次上場。
有南安普顿度過17年後，赫斯基思宣佈他會在合約20/21球季結束後離開球會。

### 伊斯特利
2021年6月他被南安普顿釋出後，在8月2日轉投伊斯特利。他在22/23球季結束後不獲續約。

### 肖林
2023年5月31日，赫斯基思加盟英格蘭足球南部聯賽球會肖林。

## 外部連結
- 足球数据库：傑克·赫斯基思的球员统计数据
- Soccerway資料庫：傑克·赫斯基思